# چرچ استوک
چرچ استوک (به انگلیسی: Church Stoke) یک روستا در بریتانیا است که در پویس واقع شده‌است. چرچ استوک ۱٬۶۹۱ نفر جمعیت دارد.